# بروس رووي
بروس رووي هو سياسي كندي، ولد في 8 نوفمبر 1942 في موسجاو في كندا. حزبياً، نشط في Wildrose Party ‏ والرابطة التقدمية المحافظة في ألبرتا ‏. وقد انتخب عضو الجمعية التشريعية ألبرتا.